# Panel

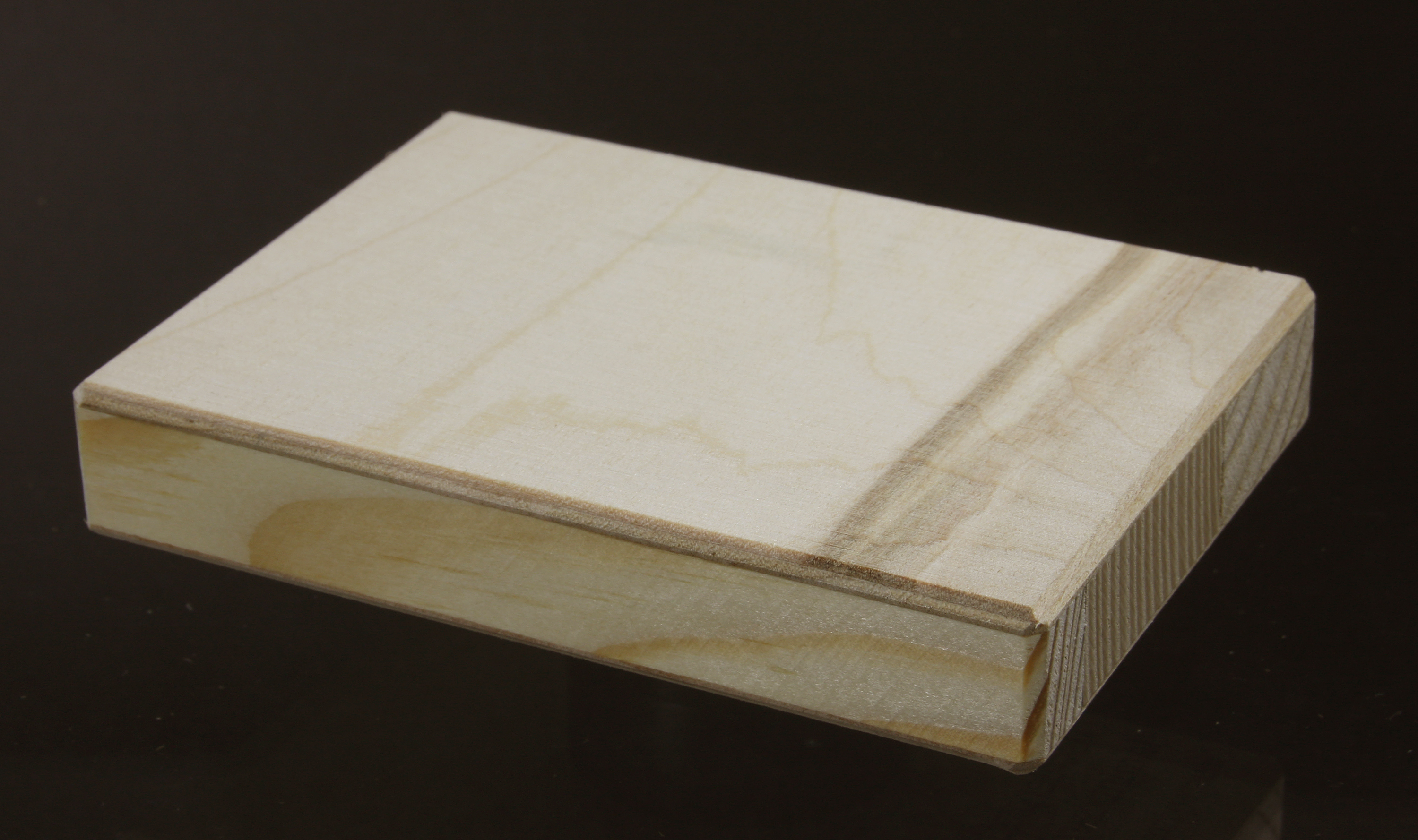
Mostră de panel. La cantul din dreapta se văd capetele șipcilor.

Panelul este un semifabricat de lemn sub formă de placă cu un miez de șipci din lemn ușor (brad, plop), acoperit prin încleiere pe ambele fețe de câte un furnir cu grosimea de 3 mm, așezat cu fibrele transversal față de fibrele miezului. Panelul este, chiar și cu influențe climatice oscilante, stabil din punctul de vedere al formei cât și dimensional, rigid și are o rezistență ridicată. Cu o densitate medie de aproximativ 450 kg/m³, sunt foarte ușoare, modelele speciale realizate din albasia, fuma sau balsa ajung până la 150 kg/m³.

## Construcție
Pentru miezul format din șipcile din stratul de mijloc, care sunt de obicei între 24 și 30 mm lățime, se folosește în mare parte lemn ușor, cum ar fi lemnul de molid sau alte rașinoase și ocazional, chiar și tipuri de lemn tropical mai ușor.
În cazul panourilor cu șipci mai groase, acestea sunt pur și simplu așezate una lângă alta în stratul de mijloc și sunt încleiate doar de furnirele de față. În cazul panelelor subțiri, baghetele sunt, încleiate între ele. Avantajul acestor panele sunt o rezistență mai mare și o suprafață mai fină datorită inelelor anuale din stratul de mijloc.
Materialele obișnuite folosite pentru furniruirea panelelor sunt fagul, plopul, molidul și lemnele tropicale. De obicei se folosesc furnire tăiate prin decupare, cu grosimea de 0,6 milimetri, sau furnire de derulor cu o grosime de 3 mm. [2]
Panelele sunt fabricate exclusiv industrial.